# Tomoya Ishii
Tomoya Ishii (jap. 石井智也 Ishii Tomoya; ur. 23 maja 1989 w Utashinai) – japoński narciarz alpejski, brązowy medalista mistrzostw świata juniorów.

## Kariera
Po raz pierwszy na arenie międzynarodowej Tomoya Ishii pojawił się 10 grudnia 2004 roku w Nukabira Onsen, gdzie w zawodach FIS Race zajął 22. miejsce w gigancie. W 2006 roku wystartował na mistrzostwach świata juniorów w Quebecu, gdzie jego najlepszym wynikiem było 23. miejsce w slalomie. Jeszcze dwukrotnie startował na imprezach tego cyklu, największy sukces osiągając podczas mistrzostw świata juniorów w Formigal w 2008 roku, gdzie wspólnie z Kristianem Haugiem z Norwegii zdobył brązowy medal w slalomie. W zawodach tych lepsi byli jedynie Austriak Marcel Hirscher oraz Włoch Jacopo di Ronco.
W zawodach Pucharu Świata zadebiutował 25 października 2009 roku w Sölden, gdzie nie zakwalifikował się do drugiego przejazdu w gigancie. Nie zdobył punktów w zawodach tego cyklu. Startuje głównie w zawodach Pucharu Dalekowschodniego i Pucharu Europy. W 2013 roku wystartował na mistrzostwach świata w Schladming, gdzie zajął 29. miejsce w gigancie, a rywalizacji w slalomie nie ukończył. Pięć lat później uczestniczył na igrzyskach w Pjongczang. Tam w gigancie był trzydziesty. Rok po olimpiadzie drugi raz wystartował na mistrzostwach świata, tym razem w szwedzkim Åre. Zajął tam w gigancie 24. miejsce.

## Osiągnięcia

### Igrzyska olimpijskie
| Miejsce | Dzień     | Rok  | Miejscowość | Konkurencja | Czas biegu  | Strata  | Zwycięzca       |
| ------- | --------- | ---- | ----------- | ----------- | ----------- | ------- | --------------- |
| 30.     | 18 lutego | 2018 | Pjongczang  | Gigant      | 2:24,78 min | +6,74 s | Marcel Hirscher |

### Mistrzostwa świata
| Miejsce | Dzień     | Rok  | Miejscowość | Konkurencja | Czas biegu  | Strata  | Zwycięzca            |
| ------- | --------- | ---- | ----------- | ----------- | ----------- | ------- | -------------------- |
| 29.     | 15 lutego | 2013 | Schladming  | Gigant      | 2:28,92 min | +8,93 s | Ted Ligety           |
| DNF2    | 17 lutego | 2013 | Schladming  | Slalom      | 1:51,03 min | –       | Marcel Hirscher      |
| 24.     | 15 lutego | 2019 | Åre         | Gigant      | 2:24,20 min | +3,96 s | Henrik Kristoffersen |

### Mistrzostwa świata juniorów
| Miejsce | Dzień     | Rok  | Miejscowość | Konkurencja | Czas biegu  | Strata  | Zwycięzca       |
| ------- | --------- | ---- | ----------- | ----------- | ----------- | ------- | --------------- |
| 23.     | 5 marca   | 2006 | Québec      | Slalom      | 1:32,98 min | +3,89 s | Mikkel Bjørge   |
| 42.     | 6 marca   | 2006 | Québec      | Gigant      | 2:20,50 min | +7,93 s | Stefan Guay     |
| 52.     | 9 marca   | 2007 | Altenmarkt  | Gigant      | 2:14,01 min | +7,92 s | Marcel Hirscher |
| DNF1    | 10 marca  | 2007 | Altenmarkt  | Slalom      | 1:49,45 min | –       | Matic Skube     |
| 3.      | 27 lutego | 2008 | Formigal    | Slalom      | 1:29,68 min | +1,15 s | Marcel Hirscher |
| DNF1    | 29 lutego | 2008 | Formigal    | Gigant      | 1:57,00 min | –       | Marcel Hirscher |

### Puchar Świata

#### Miejsca w klasyfikacji generalnej
- sezon 2010/2011: –
- sezon 2011/2012: –
- sezon 2012/2013: –
- sezon 2013/2014: –
- sezon 2014/2015: –
- sezon 2015/2016: –
- sezon 2016/2017: –
- sezon 2017/2018: –

#### Miejsca na podium
Ishii nie stawał na podium zawodów PŚ.